# Bouvardia ternifolia
Bouvardia ternifolia là một loài thực vật có hoa trong họ Thiến thảo. Loài này được (Cav.) Schltdl. mô tả khoa học đầu tiên năm 1854.

## Hình ảnh

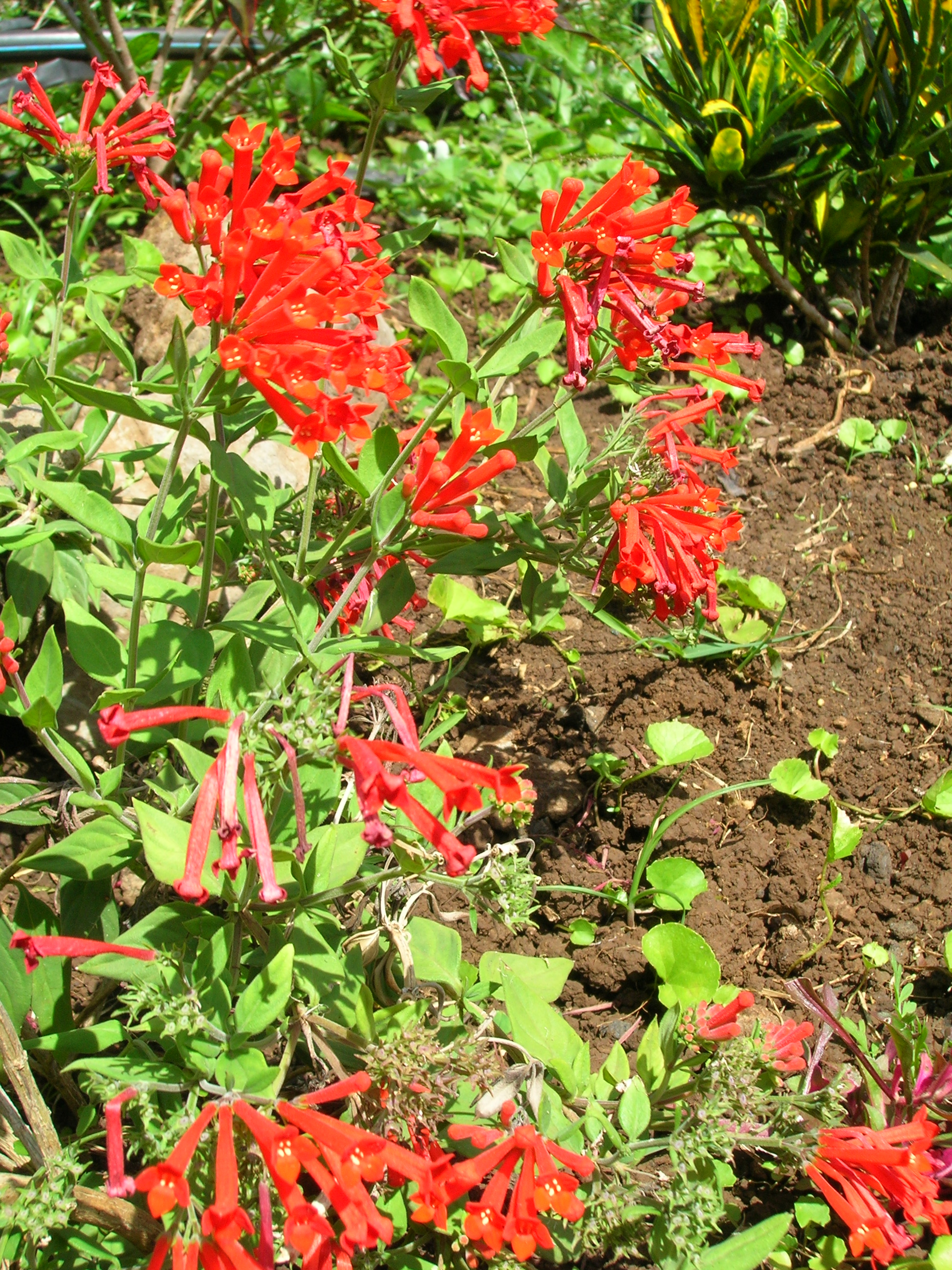
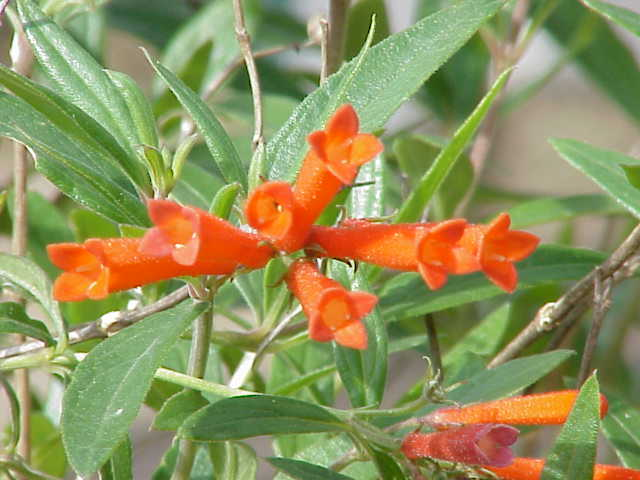
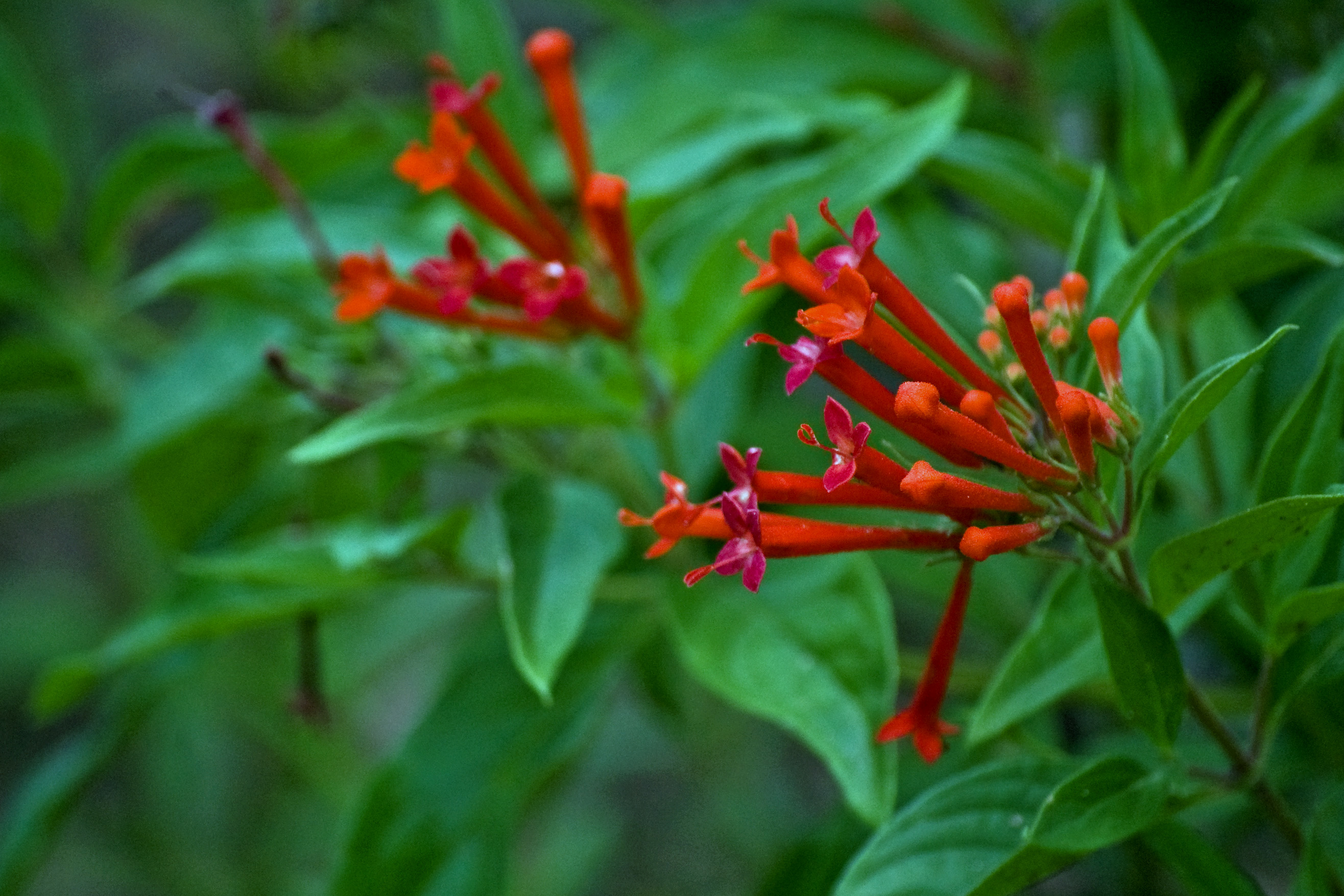
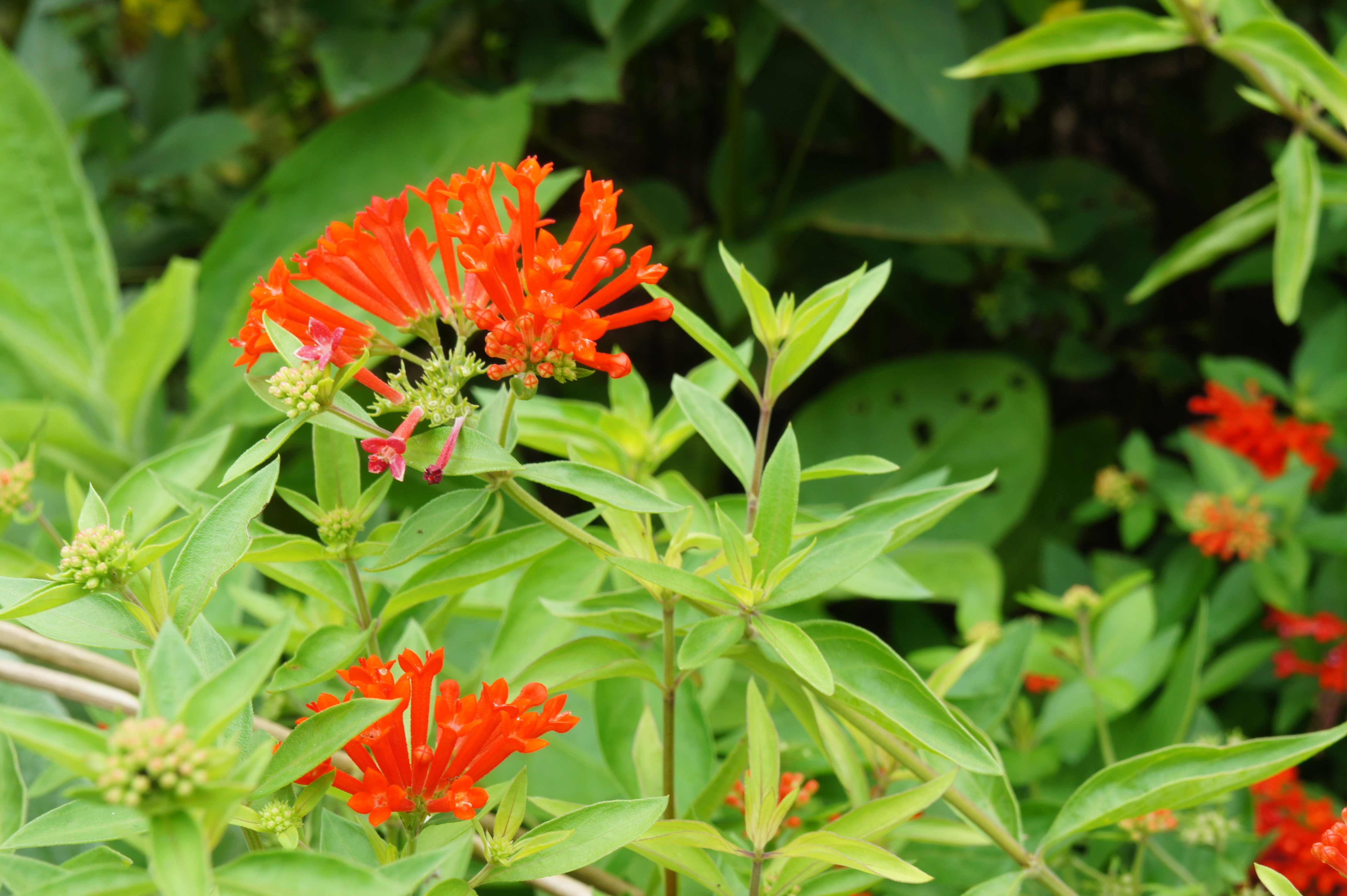